# Nicolaus II. Bernoulli
Nicolaus II. Bernoulli (6. únor 1695, Basilej - 31. červenec 1726, Petrohrad) byl švýcarský právník a matematik, člen slavného matematického rodu Bernoulli.
Byl nejstarší ze tří synů matematika Johanna Bernoulliho. Už v dětství se naučil několik jazyků a od svých třinácti let studoval matematiku a právo na univerzitě v Basileji. V roce 1711 promoval z filosofie, v roce 1715 se stal licenciátem v oblasti práva. Působil jako domácí učitel v Benátkách a v letech 1717-1719 byl profesorem matematiky na univerzitě v Padově.
Nicolaus pracoval jako asistent svého otce, pomáhal mu zejména s korespondencí, která byla tehdy velmi závazná a byla formou vědecké komunikace té doby (jako dnešní odborné časopisy). Podílel se zejména na sérii dopisů s anglickým matematikem Brookem Taylorem týkající se slavného prioritního sporu mezi Newtonem a Leibnizem. Nicolaus při té příležitosti formuloval důležité teze o křivkách. Krom tématu křivek se věnoval i diferenciálním rovnicím a teorii pravděpodobnosti.
Se svým bratrem Danielem cestoval po Francii a Itálii, když roku 1725 dostali oba pozvání do právě založené Petrohradské akademie. Nicolaus však zemřel pouhých 8 měsíců po příjezdu do Petrohradu.